# Fredrik Ulrik av Braunschweig-Wolfenbüttel

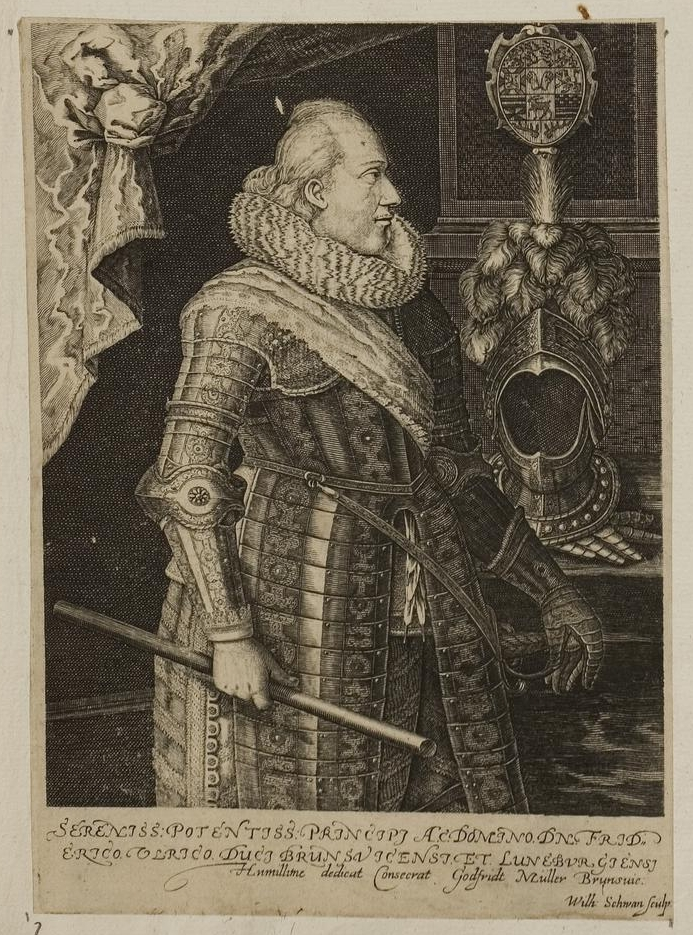
Fredrik Ulrik av Braunschweig-Wolfenbüttel

Fredrik Ulrik av Braunschweig-Wolfenbüttel, född 5 april 1591, död 11 augusti 1634, var hertig av Braunschweig-Lüneburg och furste av Braunschweig-Wolfenbüttel där han regerade från 1613 till sin död 1634.

## Biografi
Fredrik Ulrik var son till Henrik Julius av Braunschweig-Wolfenbüttel och Elisabet av Danmark.
Fredrik Ulrik studerade vid Helmstedts och Tübingens universitet. Han efterträdde sin far som furste vid faderns död 1613. Fredrik Ulrik var gift med Anna Sofia av Brandenburg (1598–1659), dotter till Johan Sigismund av Brandenburg och Anna av Preussen (1576–1625). Äktenskapet var olyckligt och paret fick inga barn.
Strax efter Fredrik Ulriks tillträde som furste uppstod konflikt med staden Braunschweig. I praktiken regerade Fredrik Ulrik inte mellan 1616 och 1622, då hans mor Elisabet av Danmark fråntog honom makten, med hjälp av sin bror kung Kristian IV av Danmark. Furstendömet leddes därefter av Anton von Streithorst, som orsakade inflation i riket genom att tillverka mynt i oädla metaller. Kung Kristian gav då åter makten till Fredrik Ulrik, som lyckades återfå kontroll över furstendömet.
Fredrik Ulrik var en svag regent och under trettioåriga kriget plundrades Braunschweig bland annat av Gustav II Adolf. Fredrik Ulrik förlorade det mesta av sitt territorium i trettioåriga kriget. Han dog i sviterna av en benfraktur 1634. Han efterträddes av August II av Braunschweig-Wolfenbüttel.